# Pascal Boucherit
Pascal Boucherit, född den 7 augusti 1959 i Angers, Frankrike, är en fransk kanotist.
Han tog OS-brons i K-4 1000 meter i samband med de olympiska kanottävlingarna 1984 i Los Angeles.